# 지겐지역
지겐지역(일본어: 慈眼寺駅)은 일본 가고시마현 가고시마시에 위치한 규슈 여객철도 소속 철도역이며, 이부스키마쿠라자키 선 정차역이다.

## 역 구조
상대식 승강장 2면 2선을 가지는 지상역에서 선상 역사를 갖춘다.
규슈 교통 기획이 역 업무를 실시하는 업무 위탁역이므로, POS 단말기가 설치되어 있다.
당역과 다니야마 역의 사이에 연속 입체 교차 사업이 진행하고 있어, 완성하면 양 역 간을 중심으로 건널목이 입체 교차화에 의해 폐지될 예정. 거기에 따라 당역은 고가역이 된다. 2010년 3월 현재 고가선이 완성해 역도 서쪽 근처에 이전되어 구래의 하시카미 역은 2011년 1월에 철거되었다.
| 플랫폼 | 노선                    | 방향   | 행선지                     |
| 1      | ■ 이부스키마쿠라자키 선 | 하행선 | 이부스키 · 마쿠라자키 방면 |
| 2      | ■ 이부스키마쿠라자키 선 | 상행선 | 가고시마 중앙 방면         |

## 역 주변
- 지겐지 공원

## 인접 역
| 이부스키마쿠라자키 선       | 이부스키마쿠라자키 선    | 이부스키마쿠라자키 선      |
| --------------------------- | ------------------------ | -------------------------- |
| 다니야마 가고시마 중앙 방면 | ■ 쾌속 "나노하나" ■ 보통 | 사카노우에 마쿠라자키 방면 |